# State police
State Police, è un termine che indica i corpi di polizia statali istituiti presso ciascuno dei cinquanta stati federati degli Stati Uniti d'America. Essi svolgono solitamente le loro funzioni nelle zone al di fuori dalla giurisdizione dei corpi di polizia delle contee, principalmente lungo le autostrade statali e federali.

## Storia
La prima forza di polizia statale negli USA fu la Pennsylvania State police nel 1902, costituita nell'omonimo Stato dopo gli eventi dello sciopero del carbone nel medesimo anno. Nel 1917 nacque invece la New York State Police. I Texas Rangers infatti, sebbene già attivi quando il Texas nel 1845 divenne uno stato federato, erano allora considerati un'unità paramilitare.
Negli anni '20 nacquero negli altri Stati, anche per liberare la National Guard of the United States, dalle incombenze quali il controllo dei dazi doganali, e la vigilanza sulle autostrade.

## Descrizione e funzioni
Esse hanno giurisdizione esclusivamente in un determinato Stato, al di fuori della giurisdizione della contea dello sceriffo (con eccezione del Vermont). Gli agenti - detti anche state troopers - dispongono una propria autonomia per condurre attività di contrasto alla criminalità e di indagini nel campo del diritto penale, ponendosi dunque in una posizione intermedia tra gli uffici degli sceriffi, con competenza sul territorio di una contea, e le agenzie federali aventi competenza sull'intero territorio statunitense.

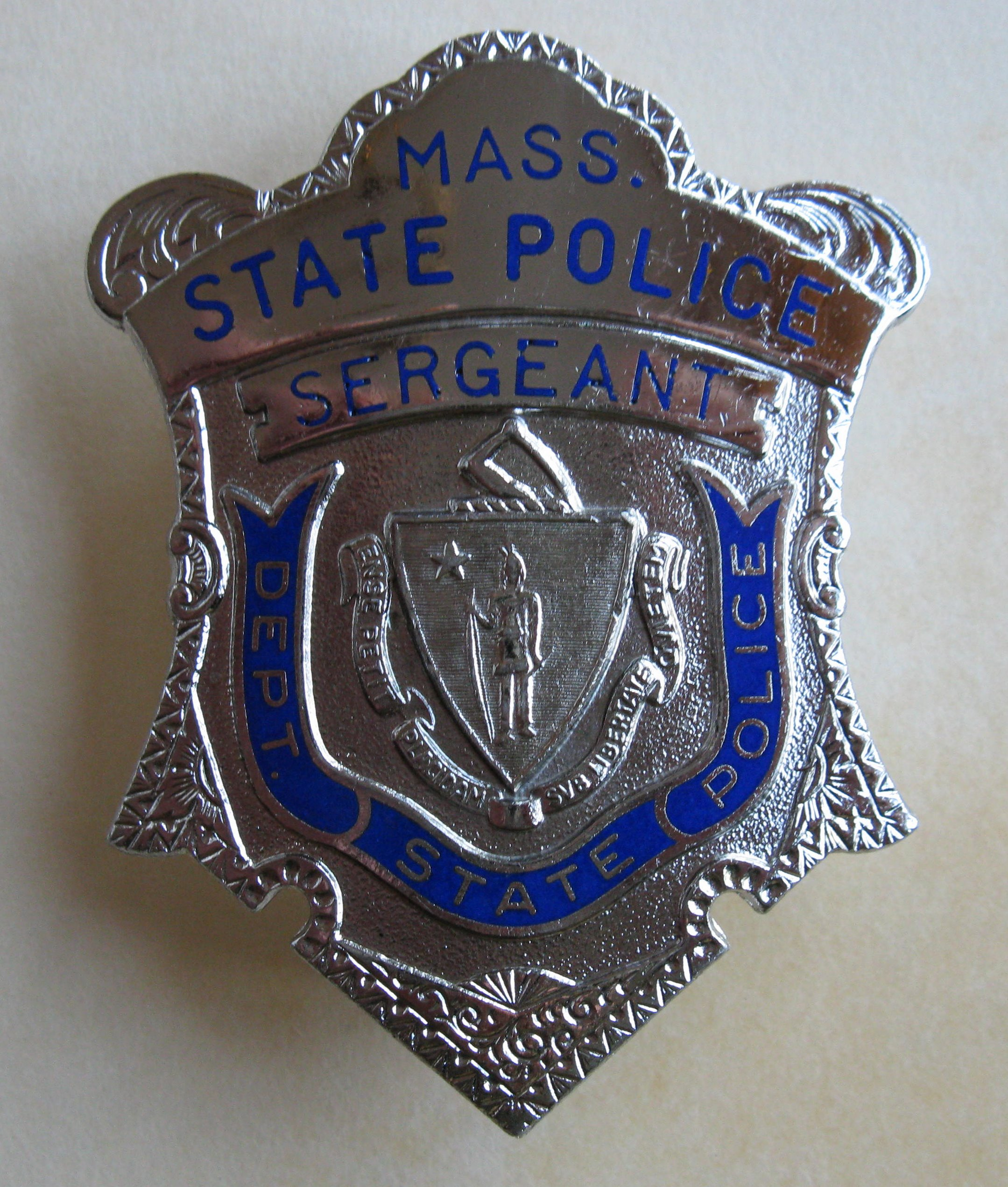
Distintivo di sergente della Massachusetts State Police.

Tra i compiti si possono ricordare: il rispetto delle leggi sul traffico su strade statali e autostrade interstatali, sovrintendere alla sicurezza del governo statale, proteggendo il governatore, la formazione di nuovi agenti per la polizia locale per i comuni troppo piccoli per avere una propria accademia di polizia. Fornisce inoltre servizi di supporto tecnologico e scientifico, e di coordinamento multigiurisdizionale delle forze locali di polizia in casi gravi in quegli stati membri che concedono poteri di polizia pieni in tutto il loro territorio.
Queste polizie possono collaborare con diversi dipartimenti statali come per il pattugliamento marino (Marine patrol), sotto il controllo del Dipartimento degli Interni degli Stati Uniti d'America.

## Denominazione
Attualmente sono ventitré gli Stati che usano il termine "State police", altri usano il termine Highway patrol o State patrol. Le denominazioni sono comunque varie, a seconda degli scopi e delle funzioni che esse svolgano in un determinato Stato, e possono essere inoltre istituite per specifiche competenze, come ad esempio:
- State Bureau of Investigation (SBI)
- State Bureau of Narcotics
- Department of Public Safety
- Higway patrol
- Motor Carrier Enforcement
- Marine Patrol
- State Park Police

## Elenco
- Alabama Highway Patrol
- Alaska State Troopers

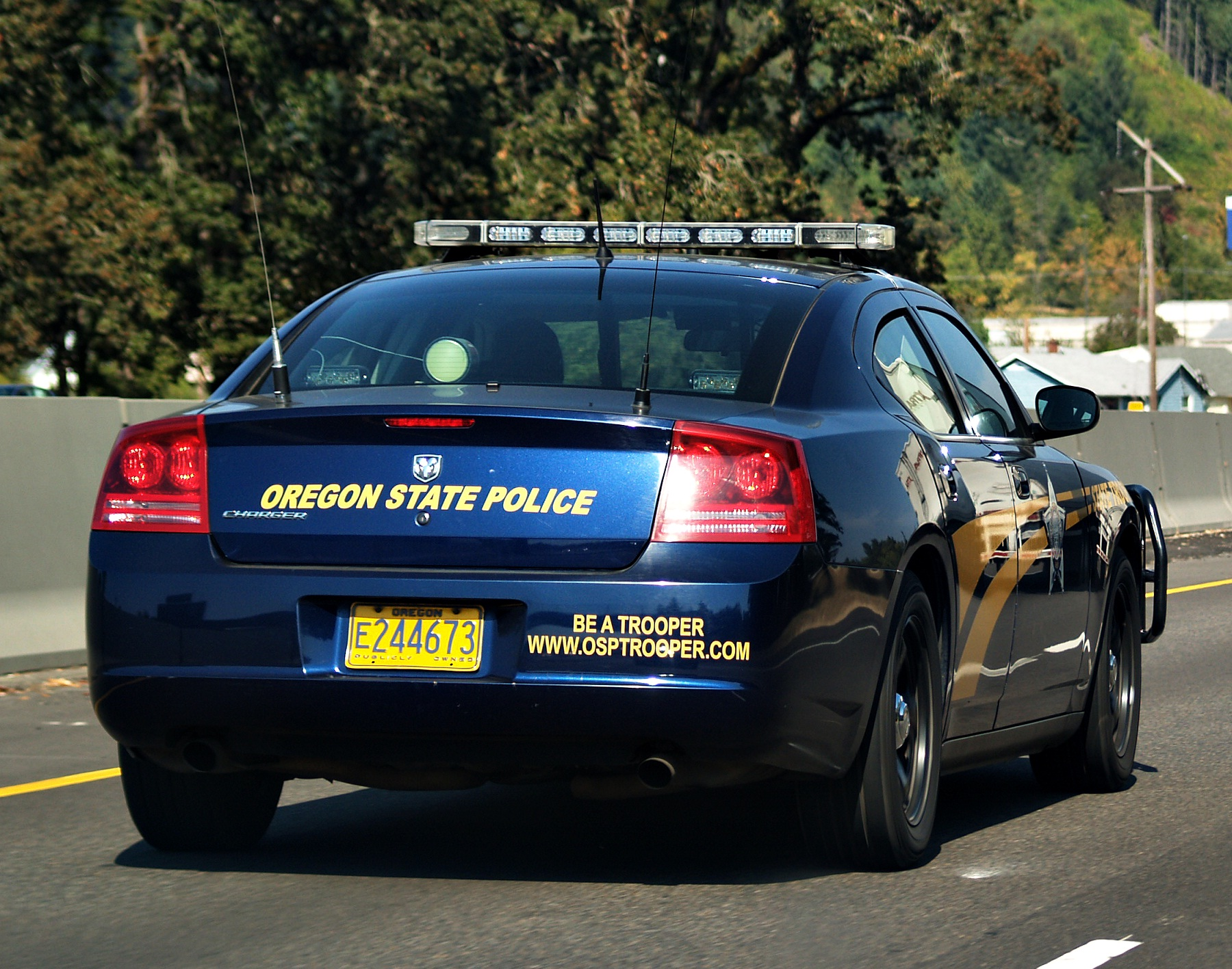
Auto dell'Oregon State Police

- Arizona Department of Public Safety
- Arkansas State Police
- California Highway Patrol
- Colorado State Patrol
- Connecticut State Police
- Delaware State Police
- Florida Highway Patrol
- Georgia State Patrol
- Hawaii Department of Public Safety
- Idaho State Police
- Illinois State Police
- Indiana State Police
- Iowa State Patrol
- Kansas Highway Patrol
- Kentucky State Police
- Louisiana State Police
- Maine State Police
- Maryland State Police
- Massachusetts State Police
- Michigan State Police
- Minnesota State Patrol
- Mississippi Highway Patrol
- Missouri State Highway Patrol
- Montana Highway Patrol
- Nebraska State Patrol
- Nevada Highway Patrol
- New Hampshire State Police
- New Jersey State Police
- New Mexico State Police
- New York State Police
- North Carolina State Highway Patrol
- North Dakota Highway Patrol
- Ohio State Highway Patrol
- Oklahoma Highway Patrol
- Oregon State Police
- Pennsylvania State Police
- Rhode Island State Police
- South Carolina Highway Patrol
- South Dakota Highway Patrol
- Tennessee Highway Patrol
- Texas Ranger Division
- Texas Highway Patrol
- Utah Highway Patrol
- Vermont State Police
- Virginia State Police
- Washington State Patrol
- West Virginia State Police
- Wisconsin State Patrol
- Wyoming Highway Patrol